# やま (ライトノベル作家)
やまは、日本のライトノベル作家である。

## 概要
やまは、小説投稿サイト「小説家になろう」などで活動しているライトノベル作家である。
『転生少年の成長記 努力すればするほど強くなれる!?』で第6回ネット小説大賞を受賞した。

## 書籍化作品
- 『黒髪の王 魔法の使えない魔剣士の成り上がり』（著: やま、イラスト: 夕薙、TOブックス）[5]
- 『転生して成長チートを手に入れたら、最凶スキルもついたのですが!?』（著: やま、イラスト: 我美蘭、宝島社）[6]
- 『世界に復讐を誓った少年 ある暗黒魔術師の聖戦記』（著: やま、イラスト: あかつき聖、BKブックス〈ぶんか社〉）[7]